# 夏日之魂
《夏日之魂（或称，当革命无法在电视上转播的时候）》（英語：Summer of Soul (...Or, When the Revolution Could Not Be Televised)），是2021年发行的美国纪录片，由阿米尔·“奎斯特洛夫”·汤普森执导，讲述1969年哈莱姆文化节。影片于2021年1月28日在圣丹斯电影节首映，获评委会大奖及纪录片类观众奖；2021年6月25日在美国有限上映，之后由探照灯影业及Hulu的剧院及线上发行。
影片修复影像资料，获得影评人赞扬，斩获多项大奖，包括第6届影评人纪录片选择奖最佳纪录片在内的六项大奖、第75届英国电影学院奖最佳纪录片和第94届奥斯卡金像奖最佳纪录片。另获第64届格莱美奖最佳音乐电影提名。

## 梗慨
影片介绍了1969年在纽约哈莱姆区莫里斯山公园（现马库斯·加维公园）举行的哈莱姆文化节。当年的音乐节云集了史蒂维·旺德、玛哈莉亚·杰克逊、妮娜·西蒙、第五维、订书针合唱团、葛蕾蒂絲·奈特與種子合唱團、布林基·威廉姆斯、史萊和史東家族合唱團及钱伯斯兄弟等知名黑人歌手，但未得到流行文化的关注，影片探寻了当中的原因。

## 制作
在活动召集人兼主持人托尼·劳伦斯的请求下，电视制片人哈尔·图尔钦用录像带录制了1969年哈莱姆文化节的影像资料，共计约40小时。这些片段截取两个两小时的节目，最初在1969年7月和9月播出，由哥伦比亚广播公司和美国广播公司制作。相关录像带后来放在地下室里，据说50年来未曾发行。过去几年来，图钦一直想吸引转播商关注这些录像带，但收效甚微，只有妮娜·西蒙的片段最终被用来制作传记纪录片。
2004年，历史电影资料馆档案管理员乔·劳罗注意到录像的存在，联系了图钦。劳罗对录像进行数字化转档及分类，希望能用来制作介绍活动的纪录片。2006年，劳罗与罗伯特·戈登及摩根·内维尔就制作介绍活动的影片达成协议。但相关协议从未实行，图钦也于2017年去世。在这之前，图钦改变了注意，不让其他人看档案。制片人罗伯特·菲沃伦特最终从原来的制片人那里获得了片段的电影和电视版权。导演阿米尔·汤普森对录像带被搁置这么长的时间感到诧异，特别是音乐给他的人生历程带来了极大的影响：“如果这些东西能放在台面上，究竟会有什么事情发生呢？这会对我的人生带来多大的改变呢？如果能这样做，我的疑虑会打消。”

## 发行
影片于2021年1月28日在圣丹斯电影节首映，获评委会大奖及美国纪录片观众奖。版权则被探照灯影业和Hulu卖下，2021年6月25日在洛杉矶酋长剧院及纽约AMC院线魔术约翰逊剧院播出，一周后全国公映，并在Hulu同步发行。海外方面，影片于2021年7月30日在院线及Disney+ Hotstar发行，其中Disney+将内容放在了Star内容库，2021年11月19日上线。2022年2月8日，适逢黑人历史月，影片上线Disney+美国区。2022年2月20日，影片在ABC电视首播。
2021年4月22日，导演奎斯特洛夫计划在第93屆奧斯卡金像獎上发出影片首支预告片。预告片后来延至2021年4月25日首播。

## 评价

### 票房
影片北美票房230万美元，海外票房140万美元，全球票房共计370万美元。上映首周登陆752家影院，收入达65万美元，场均865美元。

### 专业评价
汇总媒体烂番茄收录206条评论，打出99%的新鲜度，平均得分9.1/10。网站共识写道：“《夏日之魂》将惊人的现场画面及實實在在的采访巧妙编织在一起，捕捉了分水岭时刻的精神内涵及背景，将其与当今世界紧密联系在一起。”Metacritic收录38条评论，打出96/100的平均分，表示“普遍好评”。影院评分观众票选“A+”。
《滚石》称赞电影“最适合用来给2021年圣丹斯开场的电影”，是“令人难以置信、意义重大的还原、复原行动”。《衛報》给影片打出5星好评，认为影片有一幕“震撼人心、内涵丰富，展示了主角奎斯特洛夫的力量”。英国影评人马克·克莫德在BBC广播五台的个人栏目《克莫德和梅奥的电影评论》中赞扬电影是“我看过的最棒的音乐纪录片”。
爛番茄在2022年9月整理「有史以來最受好評的100部紀錄片」名單，本片排名第2名，電影還在爛番茄於2023年2月整理出60部黑人電影的排行榜中位居榜首。

### 获奖与提名
| 大奖                    | 颁奖日期       | 奖项                  | 获得者                                                                                    | 结果               | 参考资料      |
| ----------------------- | -------------- | --------------------- | ----------------------------------------------------------------------------------------- | ------------------ | ------------- |
| 圣丹斯电影节            | 2021年2月3日   | 评审团大奖 – 纪录片奖 | 《夏日之魂》                                                                              | 獲獎               | [ 7 ]         |
| 圣丹斯电影节            | 2021年2月3日   | 观众奖 – 纪录片奖     | 《夏日之魂》                                                                              | 獲獎               | [ 7 ]         |
| 影评人选择奖纪录片奖    | 2021年11月14日 | 最佳纪录片            | 《夏日之魂》                                                                              | 獲獎               | [ 28 ]        |
| 影评人选择奖纪录片奖    | 2021年11月14日 | 最佳历史纪录片        | 《夏日之魂》                                                                              | 獲獎               | [ 28 ]        |
| 影评人选择奖纪录片奖    | 2021年11月14日 | 最佳音乐纪录片        | 《夏日之魂》                                                                              | 獲獎               | [ 28 ]        |
| 影评人选择奖纪录片奖    | 2021年11月14日 | 最佳纪录片处女作      | 阿米尔·“奎斯特洛夫”·汤普森                                                                | 獲獎               | [ 28 ]        |
| 影评人选择奖纪录片奖    | 2021年11月14日 | 最佳导演              | 阿米尔·“奎斯特洛夫”·汤普森 （与《泰国洞穴救援》的伊莉莎白·柴·瓦沙瑞莉和金国威）           | 獲獎               | [ 28 ]        |
| 影评人选择奖纪录片奖    | 2021年11月14日 | 最佳剪辑              | 约书亚·皮尔逊（Joshua L. Pearson）                                                        | 獲獎               | [ 28 ]        |
| 哥谭独立电影奖          | 2021年11月29日 | 最佳纪录片            | 《夏日之魂》                                                                              | 提名               | [ 29 ]        |
| 國家評論協會獎          | 2021年12月2日  | 最佳纪录片            | 《夏日之魂》                                                                              | 獲獎               | [ 30 ]        |
| 底特律影评人协会        | 2021年12月6日  | 最佳纪录片            | 《夏日之魂》                                                                              | 獲獎（与《逃亡》） | [ 31 ]        |
| 华盛顿特区影评人协会    | 2021年12月6日  | 最佳纪录片            | 《夏日之魂》                                                                              | 獲獎               | [ 32 ]        |
| 波士頓影評人協會        | 2021年12月12日 | 最佳纪录片            | 《夏日之魂》                                                                              | 獲獎               | [ 33 ] [ 34 ] |
| 芝加哥影评人协会        | 2021年12月13日 | 最佳纪录片            | 《夏日之魂》                                                                              | 獲獎               | [ 35 ]        |
| 洛杉磯影評人協會        | 2021年12月18日 | 最佳纪录/非虚构电影   | 《夏日之魂》                                                                              | 獲獎               | [ 36 ]        |
| 洛杉磯影評人協會        | 2021年12月18日 | 最佳剪辑              | 约书亚·皮尔逊                                                                             | 獲獎               | [ 36 ]        |
| 达拉斯—沃斯堡影评人协会 | 2021年12月20日 | 最佳纪录片            | 《夏日之魂》                                                                              | 獲獎               | [ 37 ]        |
| 佛罗里达影评人协会      | 2021年12月21日 | 最佳纪录片            | 《夏日之魂》                                                                              | 獲獎               | [ 38 ]        |
| 女性电影记者联盟        | 2022年1月      | 最佳纪录片            | 《夏日之魂》                                                                              | 獲獎               | [ 39 ]        |
| 旧金山影评人协会        | 2022年1月10日  | 最佳纪录片            | 《夏日之魂》                                                                              | 獲獎               | [ 40 ]        |
| 聖地牙哥影評人協會      | 2021年1月10日  | 最佳纪录片            | 《夏日之魂》                                                                              | 獲獎               | [ 41 ]        |
| 聖地牙哥影評人協會      | 2021年1月10日  | 最佳剪辑              | 约书亚·皮尔逊                                                                             | 提名               | [ 41 ]        |
| 奥斯汀影评人协会        | 2022年1月11日  | 最佳纪录片            | 《夏日之魂》                                                                              | 獲獎               | [ 42 ]        |
| 多伦多影评人协会        | 2022年1月16日  | 最佳纪录片            | 《夏日之魂》                                                                              | 獲獎               | [ 43 ]        |
| 西雅图影评人协会        | 2022年1月17日  | 最佳纪录片            | 《夏日之魂》                                                                              | 獲獎               | [ 44 ]        |
| 休斯顿影评人协会        | 2022年1月19日  | 最佳纪录片            | 《夏日之魂》                                                                              | 獲獎               | [ 45 ]        |
| 在线影评人协会          | 2022年1月24日  | 最佳纪录片            | 《夏日之魂》                                                                              | 獲獎               | [ 46 ]        |
| 伦敦影评人协会          | 2022年2月6日   | 年度纪录片            | 《夏日之魂》                                                                              | 獲獎               | [ 47 ]        |
| 黑胶卷奖                | 2022年2月27日  | 最佳纪录片            | 《夏日之魂》                                                                              | 獲獎               | [ 48 ]        |
| 黑胶卷奖                | 2022年2月27日  | 最佳新锐导演          | 阿米尔·“奎斯特洛夫”·汤普森                                                                | 提名               | [ 48 ]        |
| 电影眼荣誉奖            | 2022年3月1日   | 最佳非虚构电影        | 阿米尔·“奎斯特洛夫”·汤普森、约瑟夫·帕特尔、罗伯特·菲沃伦特、大卫·迪纳斯坦                 | 提名               | [ 49 ]        |
| 电影眼荣誉奖            | 2022年3月1日   | 最佳导演              | 阿米尔·“奎斯特洛夫”·汤普森                                                                | 提名               | [ 49 ]        |
| 电影眼荣誉奖            | 2022年3月1日   | 最佳处女作            | 阿米尔·“奎斯特洛夫”·汤普森                                                                | 提名               | [ 49 ]        |
| 电影眼荣誉奖            | 2022年3月1日   | 观众选择奖            | 阿米尔·“奎斯特洛夫”·汤普森                                                                | 提名               | [ 49 ]        |
| 电影眼荣誉奖            | 2022年3月1日   | 最佳剪辑              | 约书亚·皮尔逊                                                                             | 獲獎               | [ 49 ]        |
| 电影眼荣誉奖            | 2022年3月1日   | 最佳音效              | 吉米·道格拉斯（Jimmy Douglass）和保罗·许（Paul Hsu）                                      | 提名               | [ 49 ]        |
| 美国电影剪辑师奖        | 2022年3月5日   | 最佳纪录片剪辑        | Joshua L. Pearson                                                                         | 獲獎               | [ 50 ]        |
| 电影音效协会奖          | 2022年3月6日   | 最佳纪录片混音        | 保罗·休、罗贝托·费尔南德兹（Roberto Fernandez）、保罗·梅西（Paul Massey）                 | 獲獎               | [ 51 ]        |
| 獨立精神獎              | 2022年3月6日   | 最佳纪录片            | 《夏日之魂》                                                                              | 獲獎               | [ 52 ]        |
| 温哥华影评人协会        | 2022年3月7日   | 最佳纪录片            | 《夏日之魂》                                                                              | 提名               | [ 53 ]        |
| 美国导演工会奖          | 2022年3月12日  | 最佳纪录片导演        | 阿米尔·“奎斯特洛夫”·汤普森                                                                | 提名               | [ 54 ]        |
| 金胶卷奖                | 2022年3月13日  | 最佳纪录片音效剪辑    | 约书亚·皮尔逊、吉米·道格拉斯                                                              | 提名               | [ 55 ]        |
| 英国电影学院奖          | 2022年3月13日  | 最佳纪录片            | 阿米尔·“奎斯特洛夫”·汤普森、约瑟夫·帕特尔、罗伯特·菲沃伦特、大卫·迪纳斯坦                 | 獲獎               | [ 56 ]        |
| 英国电影学院奖          | 2022年3月13日  | 最佳剪辑              | 约书亚·皮尔逊                                                                             | 提名               | [ 56 ]        |
| 多利安奖                | 2022年3月17日  | 最佳纪录片            | 《夏日之魂》                                                                              | 提名               | [ 57 ]        |
| 卫星奖                  | 2022年3月18日  | 最佳纪录片            | 《夏日之魂》                                                                              | 獲獎               | [ 58 ]        |
| 美国制片人工会奖        | 2022年3月19日  | 最佳纪录片            | 约瑟夫·帕特尔、罗伯特·菲沃伦特、大卫·迪纳斯坦                                             | 獲獎               | [ 59 ]        |
| 奥斯卡金像奖            | 2022年3月27日  | 最佳纪录片            | 阿米尔·“奎斯特洛夫”·汤普森、约瑟夫·帕特尔、罗伯特·菲沃伦特、大卫·迪纳斯坦                 | 獲獎               | [ 60 ]        |
| 葛萊美獎                | 2022年4月3日   | 最佳音乐电影          | 阿米尔·“奎斯特洛夫”·汤普森（导演）；约瑟夫·帕特尔、罗伯特·菲沃伦特、大卫·迪纳斯坦（制片） | 獲獎               | [ 61 ]        |

## 原声带
影片原声带于2022年1月28日由遗产唱片发行。采访中，奎斯特洛夫表示会使用电影原本没有、但已经发行的歌曲。专辑实体版收录16首歌曲，数字版额外附加艾比·林肯（Abbey Lincoln）和麦克斯·罗彻（Max Roach）的《Africa》。
数字版曲目：
1. 钱伯斯兄弟（英语：The Chambers Brothers） – ⟨Uptown⟩
2. B·B·金 – ⟨Why I Sing The Blues⟩
3. 第五维（英语：The 5th Dimension） – ⟨Don’t Cha Hear Me Callin’ To Ya⟩
4. 第五维 – ⟨Aquarius/Let The Sunshine In (The Flesh Failures)（英语：Aquarius/Let the Sunshine In）⟩
5. 大衛·魯芬 – ⟨My Girl（英语：My Girl (The Temptations song)）⟩
6. 埃德温霍金斯合唱团（英语：The Edwin Hawkins Singers） – ⟨Oh Happy Day（英语：Oh Happy Day）⟩
7. 订书针合唱团（英语：The Staple Singers） – ⟨It’s Been A Change⟩
8. 面包篮行动管弦乐团和合唱团（The Operation Breadbasket Orchestra & Choir，feat. 玛哈莉亚·杰克逊和梅维斯·斯台普斯（英语：Mavis Staples）） – ⟨Precious Lord Take My Hand（英语：Take My Hand, Precious Lord）⟩
9. 葛蕾蒂絲·奈特與種子合唱團 – ⟨I Heard It Through The Grapevine（英语：I Heard It Through The Grapevine）⟩
10. 蒙戈·圣玛丽亚（英语：Mongo Santamaria） – ⟨Watermelon Man（英语：Watermelon Man (composition)）⟩
11. 雷·巴雷托（英语：Ray Barretto） – ⟨Together⟩
12. 赫比·曼（英语：Herbie Mann） – ⟨Hold On, I'm Comin'（英语：Hold On, I'm Comin' (song)）⟩
13. 史萊和史東家族合唱團 – ⟨Sing a Simple Song（英语：Sing a Simple Song）⟩
14. 史萊和史東家族合唱團 – ⟨Everyday People（英语：Everyday People）⟩
15. 艾比·林肯和麥斯·羅區 – ⟨Africa⟩
16. 妮娜·西蒙 – ⟨Backlash Blues（英语：Nina Simone Sings the Blues）⟩
17. 妮娜·西蒙 – ⟨Are You Ready⟩

## 家用媒体
2022年2月8日，影片在DVD及数字平台发行，收录奎斯特洛夫的评述音轨及《Soul Searching》和《Harlem: Then & Now》的幕后花絮。

## 延伸阅读
- . Poverty & Race. Poverty and Race Research Action Council. 2017-06  [2022-03-28]. （原始内容存档于2022-04-08）.